# A Game of Thrones
A Game of Thrones – gra fabularna stworzona przez Guardians of Order, oparta na cyklu powieści George’a R.R. Martina Pieśń lodu i ognia. System został stworzony tak, iż można w niego grać korzystając z dwóch różnych mechanik – Systemu d20 lub Tri-Stat dX. Ukazały się dwie edycje gry: kolekcjonerska (tylko 2500 egzemplarzy; ISBN 1-58846-941-7) i zwykła (ISBN 1-58846-942-5). Edycja limitowana była oprawiona w skórę i zawiera zasady obu różnych mechanik oraz obszerny wywiad z George’em R.R. Martinem. W wersji zwykłej są tylko zasady mechaniki d20. System został stworzony przez Guardians of Order, wydany natomiast przez Sword & Sorcery – firmę-córkę wydawnictwa White Wolf.
28 lipca 2006 roku George R.R. Martin ogłosił, że otrzymał informację od szefa Guardians of Order, iż firma kończy swoją działalność i w związku z tym nie będą już wydawać nowych podręczników związanych z systemem. Martin wyrażał nadzieję, że być może gra zostanie przejęta przez inną firmę, mimo pewnych problemów z odzyskaniem przez niego praw do swojej własności intelektualnej.
7 marca 2007 roku Martin napisał, iż odzyskał prawa do swojej własności intelektualnej i wszystko jest już w porządku (ang. We're now all square) pomiędzy nim a Guardians of Order. Zgodnie z ich porozumieniem, Martin otrzymał wszystkie pozostałe egzemplarze edycji limitowanej systemu. Nie ma jakichkolwiek innych informacji dotyczących tego porozumienia ani też aktualnego stanu praw do gry jej innych twórców.
24 kwietnia 2007 roku na stronie Martina ukazała się informacja, że firma Green Ronin stworzy nową linię gier fabularnych osadzonych w świecie Pieśni lodu i ognia, niezwiązanych z poprzednimi, stworzonymi przez Guardians of Order.
W 305 numerze magazynu Dragon pojawiły się materiały dotyczące świata Pieśni lodu i ognia i mechaniki d20 – między innymi statystyki Tyriona Lannistera, Sandora Clegane’a i innych postaci, pomysły na przygody oraz klasa prestiżowa brata z Nocnej Straży.

## Edycja polska
W 2015 Kuźnia Gier zapowiedziała wydanie polskiej edycji Pieśń Lodu i Ognia: Gra o Tron RPG.